# Parosnička rajská
Parosnička rajská (Dyscophus antongilii) je nápadná, zářivě červeně zbarvená žába žijící pouze na ostrově Madagaskar. Je nejohroženější druh rodu Dyscophus a pro svou barvu je v angličtině nazývána „rajčatová žába“.

## Rozšíření
Domovinu má na území s tropickým deštným pralesem v severovýchodní části ostrova u zátoky Antongil Bay (podle kterého má i své druhové jméno). Je rozšířena v oblastech Atsinanana a Maroantsetra, hlavně v národním parku Masoala National Park. Žije v rovnoměrně teplém a vlhkém prostředí, kde během roku teplota obvykle kolísá mezi 25 až 30 °C a často prší. Vyskytuje se do nadmořské výšky cca 600 m.

## Biologie
Parosnička rajská je pozemní, hrabavá žába přizpůsobena životu v řídkých křovinách nebo v otevřené krajině u nehlubokých sladkovodních močálů a vodních kanálů. Tentýž biotop si hledá i na nezarostlých mokřinách v tropickém lese. Často bývá spatřena v okolí lidských obydlí a zemědělských farem. Hojná je v blízkém nevelkém městě Maroantsetra, kde obývá většinu zahrad a rozmnožuje se v tamních příkopech a jezírkách, vyskytuje se i v lidmi narušeném prostředí. Nejvíce aktivní je během dešťů.

## Popis
Samci, mnohem menší než samice, jsou zbarveni žlutooranžově, jsou velcí do 6,5 cm a váží asi 40 g, samice jsou oranžovočervené a měří až 10,5 cm a váží 210 g. Někteří jedinci mají na krku černé skvrny, nedospělci jsou matně hnědí. Ozvučnici pod hrdlem mají nevelkou, konečky prstů nemají rozšířené. Místo zubů mají v čelistech kostěné hřebeny.
Kůží vylučují bílý, lepkavý, jedovatý sekret, který u lidí způsobuje otoky pokožky. Dospělé žáby svou nápadnou barvou předem odrazují dravce od útoku. Když se přesto cítí ohrožené nafukují se, aby vypadaly větší. Jsou poměrně špatní plavci a loví především na souši, obvykle sedí na místě a lapají hmyz pohybující se okolo.

## Rozmnožování
Rozmnožují se hlavně po velkých deštích v únoru až březnu. Samci lákají samice krátkými, hlubokými, několikrát po sobě opakovanými zvuky popisovanými jako „sangongon“. Při páření se samec drží předníma nohama na zádech samice a oplodňuje její vypouštěná vajíčka. Naklade jich 1000 až 1500 a následně je rozptýlí po hladině. Pulci se vylíhnou za 36 hodin po nakladení vajec a živí se vodním planktonem, v žáby dorostou asi za 45 dnů po vylíhnutí. Pohlavně dospívají do jednoho roku. Mohou žít i deset let.

## Ohrožení
Druh je sice lokálně hojný, vyskytuje se však na poměrně malé ploše. Významným zdrojem nebezpečí pro parosničku rajskou je stoupající znečišťování vodních toků pesticidy i hnojivy. Podstatným přínosem pro záchranu se stalo její uvedení v příloze I v CITES, následkem čehož poklesl velmi rozšířený odchyt pro vývoz do zahraničí. Její lovení v přírodě je nahrazováno úspěšným odchovem v zoologických zahradách v Baltimore a v Kodani.
Mezinárodní svaz ochrany přírody považuje tento druh za málo dotčený (2024) vzhledem k jeho širokému rozšíření, toleranci modifikovaných stanovišť a předpokládané velké populaci.